# María Sabina
María Sabina (Huautla de Jiménez, 22 luglio 1894 – Huautla de Jiménez, 22 novembre 1985) è stata una curandera e poetessa mazateca che visse la sua intera vita in una modesta abitazione nella Sierra Mazateca, nel sud del Messico.
Nei suoi riti curativi utilizzava la salvia divinorum e i funghi psichedelici psilocybe mexicana a base di psilocibina. 
 Somministrò i funghi psichedelici nel contesto di una velada tradizionale ai micologi dilettanti R. Gordon Wasson e sua moglie Valentina Pavlovna, che a partire da quella esperienza firmarono un celebre pezzo sulla rivista LIFE e vari libri, rendendo così noti i funghi in Occidente. 

 Celebre il suo confronto con Albert Hofmann, padre dell'LSD, giunto in Messico per verificare la parentela della molecola della psilocibina con quella da lui scoperta: dopo che Hofmann, tornato in Svizzera, riuscì a sintetizzare la molecola, portandole poi in dono pillole di psilocibina sintetica, Maria Sabina lo riconobbe degno di essere considerato un suo collega.
Alcuni suoi canti sono stati pubblicati nel volume Selections a cura di Jerome Rothenberg (Berkeley, University of California Press, 2003) e nella sua autobiografia trascritta da Álvaro Estrada, il che ha portato al suo riconoscimento come figura di rilievo della poesia messicana.